# Римелла
Римелла (італ. Rimella, п'єм. Rimela) — муніципалітет в Італії, у регіоні П'ємонт, провінція Верчеллі.
Римелла розташована на відстані близько 570 км на північний захід від Рима, 100 км на північ від Турина, 70 км на північ від Верчеллі. Мешканці спілкуються вальзерським діалектом німецької.
Населення — 133 особи (2014).
Щорічний фестиваль відбувається 29 вересня. Покровитель — святий Михайло.

## Демографія
Населення за роками:

Станом на 1 січня 2023 року в муніципалітеті офіційно проживали 3 іноземці з 3 країн.

## Сусідні муніципалітети
- Банніо-Анцино
- Каласка-Кастільйоне
- Кравальяна
- Фобелло
- Вальстрона